# 尾高純一
尾高 純一（おだか じゅんいち）は、日本の4コマ漫画家。男性。

## 来歴
2005年『月刊少年ガンガン』（スクウェア・エニックス）にて読切4コマ漫画『ガールフレンド』を掲載し、デビュー。その後、同年秋より『ガンガンパワード』（同）に於いて『勤しめ! 仁岡先生』を連載。2009年同誌の廃刊に伴い、『月刊少年ガンガン』に移籍。

## 作品リスト
- ガールフレンド（読切・月刊少年ガンガン2005年2月号掲載）
- リトルラバー（読切・ガンガンパワード2005年夏号掲載）
- 勤しめ! 仁岡先生（連載・ガンガンパワード2005年秋号 - 2009年4月号、月刊少年ガンガン2009年4月号 - 2013年10月号）
- ドラゴンクエストX ゲストプレイマンガ（読切・ガンガンONLINE2013年11月28日掲載）
- 飼育員鳥居がお世話します?（読切・月刊少年ガンガン2014年6月号掲載）
- こんな男子高校生をほっとく方がどうかしてる!!（読切・月刊少年ガンガン2014年10月号掲載）
- こんな男子をほっとくなんてどうかしてる!!（読切・ガンガンONLINE2014年11月13日掲載）
- 紅井さんは今日も詰んでる。（連載・原作担当・ヤングガンガン2015年16号・17号読み切り、22号 - 2017年12号）
- それほど暇ではありません。（連載・原作担当・ヤングガンガン2018年2号 - 連載中）